# جیم بوید (بوکسور)
جیم بوید (انگلیسی: Jim Boyd; ۳۰ نوامبر ۱۹۳۰ – ۲۵ ژانویهٔ ۱۹۹۷) بوکسور اهل ایالات متحده آمریکا بود.